# ムラード・ベイ

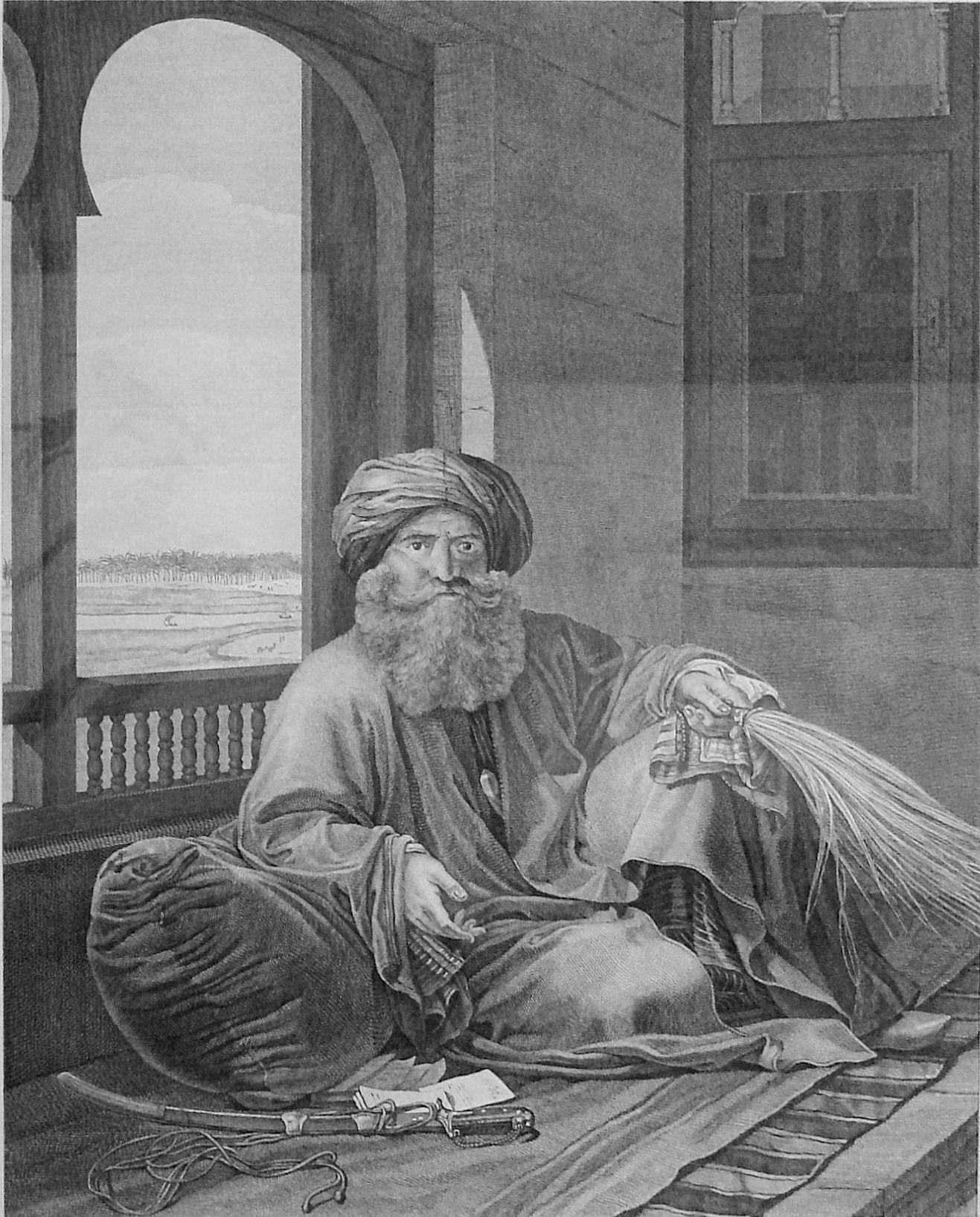
ムラード・ベイ

ムラード・ベイ（アラビア語: مراد بك、英語: Murad Bey、1750年 - 1801年）は、オスマン帝国領エジプトのマムルークのアミール。
もとはエジプトの有力なマムルークであったアブー＝アッ＝ザハブの配下であったが、アブー＝アッ＝ザハブの死後、1791年にやはりその配下であったイブラヒム・ベイと共に権力を掌握した。勇猛果敢で武力に秀いでていたが、読み書きがまったくできなかった。当時エジプトは24に分かれた県をマムルークの有力者が支配していたが、そのなかで最も強い勢力を持つ。1798年にエジプトに上陸してきたナポレオン・ボナパルト率いるフランス軍と戦いの総指揮を執り真っ先に騎馬部隊を召集、自身も出撃する。しかし、ピラミッドの戦いで敵の近代戦術の前になすすべもなく敗走させられることになる。 上エジプト（エジプト南部）に逃れてゲリラ戦を続けたが、ナポレオンが撤退した後の1800年にドゼー率いる上エジプトの別働隊によって打倒された。